# 鶴川街道
| 東京都道3号標識 | 東京都道139号標識 | 東京都道19号標識 | 神奈川県道19号標識 |

鶴川街道（つるかわかいどう）は、東京都町田市原町田より同市鶴川、神奈川県川崎市麻生区黒川を経由し、東京都調布市下石原を結ぶ街道。現在は以下の3つの都道・県道より構成され、両端は旧町田街道の原町田中央通り交差点と旧甲州街道の下石原1丁目交差点である。なお、かつての道筋は現在のものとは一部異なっているほか、本町田宿付近から原町田二丁目にかけては旧来の鎌倉上道の経路を踏襲している。

## 鶴川街道の地形
地形面から見ると、相模原台地の原町田から多摩丘陵の本町田へと分け入り、恩田川（かつては町田川とも呼ばれた）の谷筋へと下る。そこから尾根を越え、鶴見川系の谷戸を進み、鶴見川（谷本川とも呼ばれる）と真光寺川が落ち合う能ヶ谷（鶴川駅）付近で真光寺川の谷筋に入ってこれを遡り、鶴見川水系と多摩川水系の分水嶺を超えて黒川谷戸に下りる。黒川谷戸からは三沢川沿いに多摩川へと向かい、稲城市矢野口で多摩川を越えてからはまっすぐ甲州街道に向かって立川崖線を上っている。

## 現在の鶴川街道
1. 東京都道3号世田谷町田線（鶴川駅東口交差点 - 中町交番前交差点）
2. 東京都道139号真光寺長津田線（真光寺十字路交差点 - 鶴川駅東口交差点）
3. 東京都道・神奈川県道19号町田調布線（真光寺十字路交差点 - 下石原1丁目交差点）